# Friedrich Wilhelm von Hessen (1854–1888)

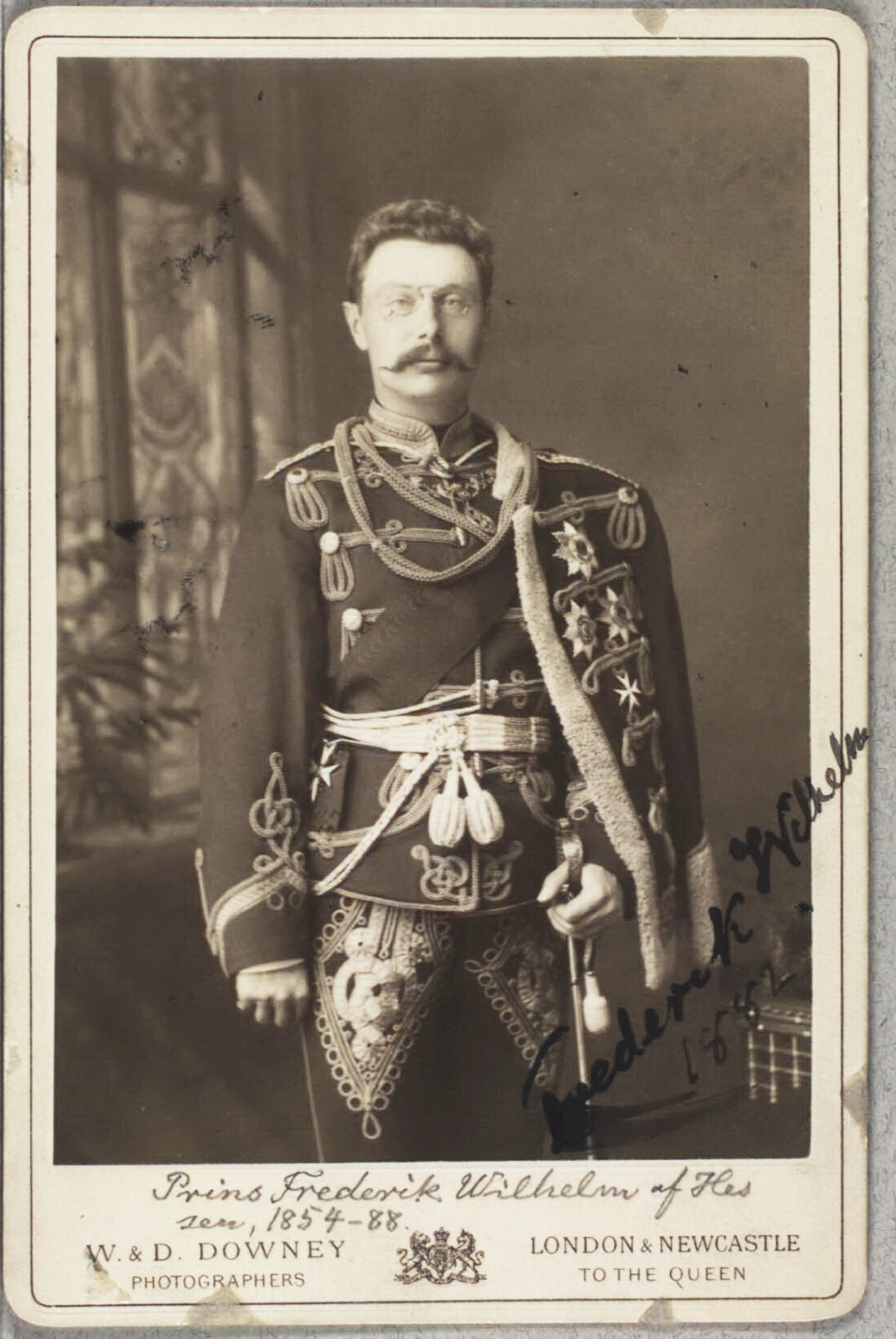
Friedrich Wilhelm von Hessen-Kassel in Husarenuniform

Friedrich Wilhelm Nikolaus Karl von Hessen (* 15. Oktober 1854 in Kopenhagen; † 14. Oktober 1888 zwischen Batavia und Singapur) war Titular-Landgraf der ehemaligen Landgrafschaft Hessen-Kassel.

## Leben

### Kindheit und Bildung
Er war der älteste Sohn von Friedrich Wilhelm Georg Adolf von Hessen-Rumpenheim (1820–1884) und der Prinzessin Maria Anna Friederike von Preußen (1836–1918), dessen zweiter Ehefrau. Wie sein Vater, ein Neffe des dänischen Königs Christian VIII., wurde er zunächst in Dänemark erzogen. Er besuchte dann das Vitzthum’sche Gymnasium in Dresden. In den Jahren 1873–1875 studierte er in Bonn, wo er 1875 Mitglied des Corps Borussia Bonn wurde.

### Militärdienst
Ab 1876 diente er in der preußischen Armee, zuletzt als Major à la suite des Königshusarenregiment Nr. 7. Daneben war er auch Major à la suite des Kaiserlich-Russischen Husarenregiments Nr. 12 Mariupol.

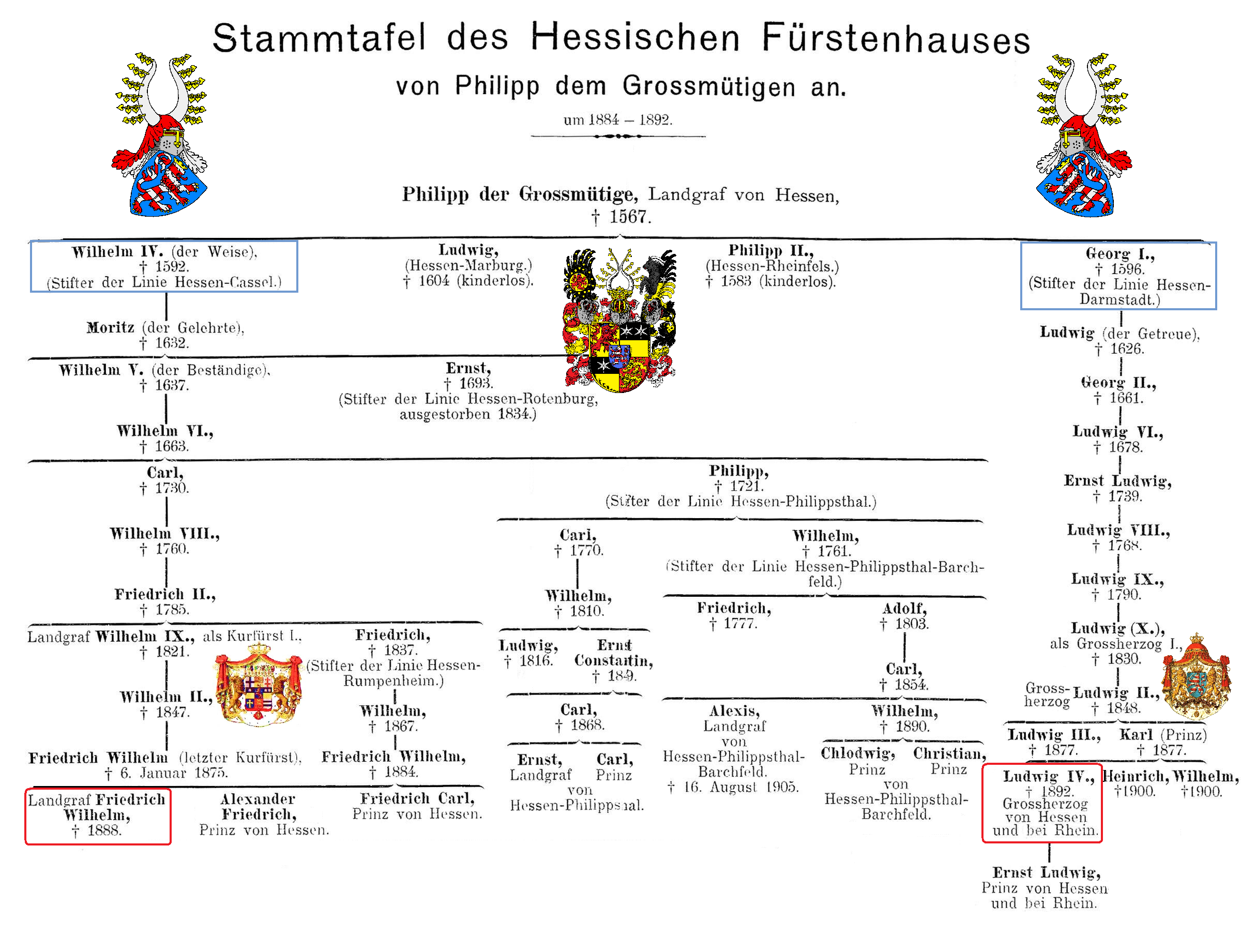
Stammtafel des Hauses Hessen (Stand um 1884–1892); die Chefs der Hauptlinien rot markiert

### Chef des Hauses Hessen-Kassel
Als Prinz und Königliche Hoheit erbte er 1884 mit dem Tod seines Vaters nach dem hessischen Hausgesetz, auch hinsichtlich des Fideikommissvermögens, die Rechte eines Chefs des Hauses Hessen-Kassel und den Titel des Titular-Landgrafen.
Seine Geschwister (Elisabeth Charlotte Alexandra (1861–1955; ⚭ 1884 Erbprinz Leopold von Anhalt (1855–1886)), Alexander Friedrich (1863–1945; Komponist und 1888–1925 Chef des Hauses), Friedrich Karl (1868–1940; 1918 gewählter König von Finnland und 1925–1940 Chef des Hauses), Sibylle Margaretha (1877–1953; ⚭ 1898–1923 Friedrich Freiherr von Vincke (1867–1925))) wurden seiner Vormundschaft unterstellt.

#### Inhaberschaft Fideikommiss des vormals kurhessischen Hauses und Ausgleichszahlungen durch Preußen
Noch bei Lebzeiten des Kurfürsten Friedrich Wilhelm († 1875), der nie auf seine Hoheitsrechte definitiv verzichtet hatte, war aus dessen Einkünften seinem erbfolgeberechtigten Verwandten 1873 Friedrich Wilhelm von Hessen (1820–1884) für den jeweiligen Chef des Hauses Hessen-Kassel zur Aufrechterhaltung eines fürstlichen Lebensstils ein jährliches Einkommen von 606.000 Mk zugesichert worden, und dieser Vertrag war 1876 in Kraft getreten. Die Verwaltung des Fideikommisses, zu dem auch das aus dem Nachlass des Kurfürsten 1875 ausgelieferte Silberzeug gehörte, war am 1. Januar 1876 der Regierung in Kassel zugefallen. Das Eigentumsrecht daran beanspruchte die Krone Preußens (nach der Kurhessischen Verfassung von 1831 absolut ungerechtfertigt, da es sich um Privateigentum des Hauses Hessen-Kassel handelte, das vom kurhessischen Staat getrennt war – der preußische Staat hatte, als er 1866 den kurhessischen Staat annektierte, in der Position des Siegers aber auch gleich das Privateigentum des Hauses Hessen-Kassel, bestehend aus bedeutenden Immobilien und dem Gold- und Silberschatz, sowie kunsthistorisch sehr wertvolle Gegenstände, gleich mit einkassiert) (Reptilienfonds), die aus den Einkünften außer der an den Landgrafen zu zahlenden jährlichen Rente von über 600.000 Goldmark die Unterhaltung der Schlösser, Parke etc. zu bestreiten hatte. Landgraf Friedrich Wilhelm hatte 1878 auf Grund des Vertrages von 1873 ein neues Familienfideikommiss des vormals kurhessischen Hauses errichtet. Zu diesem, das das 1830/1831 errichtete kurhessische Fideikommiss ersetzte, gehörten auch die ihm 1876, nach Ableben des Kurfürsten, vom preußischen Staat zu Eigentum überwiesenen Schlösser, nämlich das Fuldaer Stadtschloss, das Schloss Fasanerie bei Fulda und Schloss Philippsruhe bei Hanau mit der zugehörigen Fasanerie beim Wilhelmsbad sowie der Schatz aus Silber und Schmuck und weitere Mobilien aus dem Schloss Bellevue in Kassel und dem Jagdschloss Wabern.
Seit 1884 galten die aus dem Staatsvertrag von 1873, zwischen der preußischen Staatsregierung und seinem Vater geschlossen, rührenden Rentenauszahlungsmodalitäten für Titular-Landgraf Friedrich Wilhelm als Chef des Hauses Hessen-Kassel, der damit auch Besitzer des Hausschatzes, der Fuldaer Schlösser und des Hanauer Schlosses Philippsruhe war. Sein Vater hatte bei der Errichtung des neuen Familienfideikommisses des vormals kurhessischen Hauses in der Stiftungsurkunde nochmals den im Staatsvertrag von 1873 festgesetzten, jährlich seitens des preußischen Staates an den jeweiligen Chef des Hauses Hessen-Kassel auszahlbaren Betrag aufgeführt: 606.720 Mark. Diese Stiftungsurkunde vom 26. August 1878 war am 23. Dezember 1878 von Kaiser und König Wilhelm I. sanktioniert worden.
Zwischen Preußen und den apanagierten Nebenlinien des hessischen Kurfürstenhauses, Philippsthal und Barchfeld, war 1880 noch ein gesonderter Vertrag geschlossen worden, wonach sie aus dem Fideikommiss des Hauses Hessen-Kassel eine jährliche Abfindungssumme von 300.000 Mk und einige Schlösser, darunter Hanau, Rotenburg und Schönfeld in Kassel, als Privatfideikommiss erhielten. Zudem war den Angehörigen dieser Linien vom preußischen König am 18. Juli 1881 das Prädikat Hoheit verliehen worden, am 24. Oktober 1881 hatten sie die erbliche Mitgliedschaft des Preußischen Herrenhauses erhalten.

### Dynastische Bedeutung

#### Für das Kurfürstentum Hessen
Da der letzte Kurfürst Friedrich Wilhelm I. nur unebenbürtige Kinder hinterließ, die nach dem hessischen Hausgesetz und Artikel 4 der Verfassung Kurhessens nicht zur Nachfolge bestimmt waren, stand der 1854 geborene Prinz bis zum 1866 durch die preußische Annexion erfolgten Thronverlust in Kurhessen, nach seinem 1867 im Alter von fast 80 Jahren verstorbenen Großvater Wilhelm und seinem Vater Friedrich Wilhelm, an dritter Stelle in der Thronfolge.

#### Für das Großherzogtum Hessen und bei Rhein
Seit 1884 Chef der älteren Hauptlinie des hessischen Fürstenhauses und damit bevorrechtigter Agnat dieser Linie, hatte er bis zu seinem Tod gemäß Artikel 5 der Verfassung des Großherzogtums Hessen im Falle des Todes des Chefs der jüngeren Linie des Gesamthauses, Großherzog Ludwigs IV. (1837–1892), in der großherzoglichen Erbfolge an vierter Stelle gestanden. Der Großherzog hatte aber nur einen Sohn, der das Kindesalter überlebt hatte, nämlich den Prinzen Ernst Ludwig (1868–1937), der noch nicht verheiratet war. Daneben hatte der Monarch zwei jüngere Brüder, die aber beide nicht standesgemäß verheiratet waren – damit waren deren Nachkommen nach dem hessischen Hausgesetz von der Thronfolge ausgeschlossen. Dies waren Heinrich (1838–1900) und Wilhelm (1845–1900). Weitere männliche Nachkommen gab es zu der Zeit in der großherzoglichen Linie nicht.

#### Für Dänemark
Um 1850 war sein Vater, durch seine Mutter Louise Charlotte von Dänemark (1789–1864), noch in der unmittelbaren Thronfolge Dänemarks vorgesehen, nämlich bei Todesfall des kinderlosen Königs Friedrich VII., der ein Neffe seiner Mutter war.
Im Zuge des sich verschärfenden Konfliktes zwischen Preußen und Dänemark um den Zankapfel Schleswig-Holstein, der 1864 im Preußisch-Dänischen Krieg kulminierte, hatte Friedrich Wilhelm von Hessen bereits 1851 auf den dänischen Thron zu Gunsten seiner Schwester Louise verzichtet, deren Gemahl Christian von Schleswig-Holstein-Sonderburg-Glücksburg 1853 zum Nachfolger von König Friedrich VII. bestimmt wurde.

### Kompensationshoffnungen
Wegen des Machtverlusts seiner Linie versuchte Friedrich Wilhelm, auf den vakanten Thron noch bestehender Fürstentümer zu gelangen. 1884 stellte sich nach dem Tod des kinderlosen Herzogs Wilhelm von Braunschweig die Frage der Nachfolge. Der Versuch Friedrich Wilhelms, die Regentschaft in Braunschweig zu erlangen, scheiterte am Einspruch Preußens. Im Jahre 1887 wurde Alexander von Battenberg vom bulgarischen Thron vertrieben. Hoffnungen, den vakanten Thron von Bulgarien beerben zu können erfüllten sich ebenfalls nicht, da die Großmächte Ferdinand von Sachsen-Coburg und Gotha vorzogen.

### Weltreise
1886 begann Friedrich Wilhelm eine für drei Jahre geplante Weltreise. Er hatte fünf Begleiter und trat während der Reise inkognito unter dem Namen Baron von Eschbach auf. Während seiner Reise gelangte er zunächst in den Nahen Osten, dann in die Karibik, nach Mittelamerika und in die USA, von dort weiter nach Indien, China, Japan, Südaustralien, Neuseeland, Neuguinea und Java. Auf der Reise mit dem französischen Dampfschiff Volga vom Hafen Batavia nach Bangkok, die er am 13. Oktober in Richtung Singapur angetreten hatte, verschwand er spurlos vom Schiff. Der deutsche Konsul in Singapur schickte ein Telegramm an das Auswärtige Amt in Berlin, in welchem er die Vermutung äußerte, der Vermisste sei „in einem Anfall von hoher Nervosität in Folge der Hitze“ über Bord ins Meer gestürzt. Mit der Absicht, nach Bangkok zu gelangen, war Friedrich Wilhelm einer Einladung König Ramas V. von Siam gefolgt. Friedrich Wilhelm hatte während der Weltreise bei seiner Cousine Alexandra Fürstin von Wales um die Hand von deren Tochter Victoria angehalten, war jedoch wegen seines frühen Todes nie verheiratet und hinterließ keine Kinder.

## Vorfahren
| Ahnentafel Friedrich Wilhelm von Hessen (1854–1888)       | Ahnentafel Friedrich Wilhelm von Hessen (1854–1888)                                                                   | Ahnentafel Friedrich Wilhelm von Hessen (1854–1888)                                                                   | Ahnentafel Friedrich Wilhelm von Hessen (1854–1888)                                                                   | Ahnentafel Friedrich Wilhelm von Hessen (1854–1888)                                                                   | Ahnentafel Friedrich Wilhelm von Hessen (1854–1888)                                                                | Ahnentafel Friedrich Wilhelm von Hessen (1854–1888)                                                                | Ahnentafel Friedrich Wilhelm von Hessen (1854–1888)                                                                    | Ahnentafel Friedrich Wilhelm von Hessen (1854–1888)                                                                    |
| --------------------------------------------------------- | --- | --- | --- | --- | --- | --- | --- | --- |
| Urgroßeltern                                              | Prinz Friedrich von Hessen-Kassel (1747–1837) ⚭ 1786 Prinzessin Karoline Polyxene von Nassau-Usingen (1762–1823)      | Prinz Friedrich von Hessen-Kassel (1747–1837) ⚭ 1786 Prinzessin Karoline Polyxene von Nassau-Usingen (1762–1823)      | Prinz Friedrich von Dänemark (1753–1805) ⚭ 1774 Großfürstin Sophie Friederike von Mecklenburg (1758–1794)             | Prinz Friedrich von Dänemark (1753–1805) ⚭ 1774 Großfürstin Sophie Friederike von Mecklenburg (1758–1794)             | König Friedrich Wilhelm III. (Preußen) (1770–1840) ⚭ 1793 Prinzessin Luise von Mecklenburg-Strelitz (1776–1810)    | König Friedrich Wilhelm III. (Preußen) (1770–1840) ⚭ 1793 Prinzessin Luise von Mecklenburg-Strelitz (1776–1810)    | Großherzog Karl Friedrich (Sachsen-Weimar-Eisenach) (1783–1853) ⚭ 1804 Großfürstin Maria Pawlowna Romanowa (1786–1859) | Großherzog Karl Friedrich (Sachsen-Weimar-Eisenach) (1783–1853) ⚭ 1804 Großfürstin Maria Pawlowna Romanowa (1786–1859) |
| Großeltern                                                | Landgraf Wilhelm von Hessen-Kassel-Rumpenheim (1787–1867) ⚭ 1810 Prinzessin Louise Charlotte von Dänemark (1789–1864) | Landgraf Wilhelm von Hessen-Kassel-Rumpenheim (1787–1867) ⚭ 1810 Prinzessin Louise Charlotte von Dänemark (1789–1864) | Landgraf Wilhelm von Hessen-Kassel-Rumpenheim (1787–1867) ⚭ 1810 Prinzessin Louise Charlotte von Dänemark (1789–1864) | Landgraf Wilhelm von Hessen-Kassel-Rumpenheim (1787–1867) ⚭ 1810 Prinzessin Louise Charlotte von Dänemark (1789–1864) | Prinz Carl von Preußen (1801–1883) ⚭ 1827 Prinzessin Marie von Sachsen-Weimar-Eisenach (1808–1877)                 | Prinz Carl von Preußen (1801–1883) ⚭ 1827 Prinzessin Marie von Sachsen-Weimar-Eisenach (1808–1877)                 | Prinz Carl von Preußen (1801–1883) ⚭ 1827 Prinzessin Marie von Sachsen-Weimar-Eisenach (1808–1877)                     | Prinz Carl von Preußen (1801–1883) ⚭ 1827 Prinzessin Marie von Sachsen-Weimar-Eisenach (1808–1877)                     |
| Eltern                                                    | Landgraf Friedrich Wilhelm von Hessen-Kassel-Rumpenheim (1820–1884) ⚭ 1853 Prinzessin Anna von Preußen (1836–1918)    | Landgraf Friedrich Wilhelm von Hessen-Kassel-Rumpenheim (1820–1884) ⚭ 1853 Prinzessin Anna von Preußen (1836–1918)    | Landgraf Friedrich Wilhelm von Hessen-Kassel-Rumpenheim (1820–1884) ⚭ 1853 Prinzessin Anna von Preußen (1836–1918)    | Landgraf Friedrich Wilhelm von Hessen-Kassel-Rumpenheim (1820–1884) ⚭ 1853 Prinzessin Anna von Preußen (1836–1918)    | Landgraf Friedrich Wilhelm von Hessen-Kassel-Rumpenheim (1820–1884) ⚭ 1853 Prinzessin Anna von Preußen (1836–1918) | Landgraf Friedrich Wilhelm von Hessen-Kassel-Rumpenheim (1820–1884) ⚭ 1853 Prinzessin Anna von Preußen (1836–1918) | Landgraf Friedrich Wilhelm von Hessen-Kassel-Rumpenheim (1820–1884) ⚭ 1853 Prinzessin Anna von Preußen (1836–1918)     | Landgraf Friedrich Wilhelm von Hessen-Kassel-Rumpenheim (1820–1884) ⚭ 1853 Prinzessin Anna von Preußen (1836–1918)     |
| Titular-Landgraf Friedrich Wilhelm von Hessen (1854–1888) | | | | | | | | |